# Autretot
Autretot település Franciaországban, Seine-Maritime megyében. Lakosainak száma 649 fő (2018. január 1.). Autretot Baons-le-Comte, Hautot-le-Vatois, Hautot-Saint-Sulpice, Rocquefort és Veauville-lès-Baons községekkel határos.

## Népesség
A település népességének változása:
| Lakosok száma | 683  | 683  | 693  | 667  | 649  |
|               | 2013 | 2015 | 2016 | 2017 | 2018 |